# David Douša
David Douša (* 11. srpna 1977) je český basketbalista hrající Národní basketbalovou ligu za tým BK Prostějov. Hraje na pozici pivota.
Je vysoký 209 cm, váží 110 kg. Pak byl na hostování v týmu BK Sadská.

## Kariéra
- 1996 - 1998 BK Slavia Praha
- 1998 - 2006: BA Sparta Praha
- 2006 - 2007: BK Prostějov
- 2008 - 2024: Sokol Žižkov - Tesla

## Statistiky
| Sezóna   | Soutěž      | Odehrané minuty | Průměr na zápas | Body | Průměr na zápas |
| -------- | ----------- | --------------- | --------------- | ---- | --------------- |
| 1998/99  | Mattoni NBL | 289,9           | 9,1             | 80   | 2,5             |
| 1999/00  | Mattoni NBL | 664,3           | 19,5            | 268  | 7,9             |
| 2000/01  | Mattoni NBL | 553,4           | 16,3            | 269  | 7,9             |
| 2001/02  | Mattoni NBL | 958,8           | 24,6            | 455  | 11,7            |
| 2002/03  | Mattoni NBL | 469,1           | 20,4            | 172  | 7,5             |
| 2003/04  | Mattoni NBL | 966,3           | 27,6            | 429  | 12,3            |
| 2004/05  | Mattoni NBL | 774,6           | 27,7            | 384  | 13,7            |
| 2004/05  | Český pohár | 94,5            | 31,5            | 53   | 17,7            |
| 2005/06  | Mattoni NBL | 817,8           | 23,4            | 287  | 8,2             |
| 2006/07* | Mattoni NBL | 423,2           | 16,3            | 168  | 6,5             |

 *Rozehraná sezóna - údaje k 22. 3. 2007